# Enoplotrupes bieti
Enoplotrupes bieti là một loài bọ cánh cứng trong họ Geotrupidae. Loài này được Oberthur miêu tả khoa học năm 1883.